# Municipio de Mountain (condado de Scott)
El municipio de Mountain (en inglés: Mountain Township) es un municipio ubicado en el condado de Scott en el estado estadounidense de Arkansas. En el año 2010 tenía una población de 396 habitantes y una densidad poblacional de 5,34 personas por km².

## Geografía
El municipio de Mountain se encuentra ubicado en las coordenadas 34°47′43″N 94°5′15″O / 34.79528, -94.08750. Según la Oficina del Censo de los Estados Unidos, el municipio tiene una superficie total de 74.21 km², de la cual 73,8 km² corresponden a tierra firme y (0,55 %) 0,41 km² es agua.

## Demografía
Según el censo de 2010, había 396 personas residiendo en el municipio de Mountain. La densidad de población era de 5,34 hab./km². De los 396 habitantes, el municipio de Mountain estaba compuesto por el 90,91 % blancos, el 0,51 % eran afroamericanos, el 3,28 % eran amerindios, el 3,54 % eran asiáticos, el 0,51 % eran de otras razas y el 1,26 % eran de una mezcla de razas. Del total de la población el 1,52 % eran hispanos o latinos de cualquier raza.